# Bromito
Il bromito è uno anione dell'acido bromoso con numero di ossidazione dell'atomo centrale +3. La sua formula bruta è BrO2-.Si può ottenere facendo agire l'acido bromoso con una base. 

## Formazione
Il bromito si ottiene per ossidazione di ipobromiti con ipocloriti come nella reazione:
HBrO- + HClO- → BrO2- + Cl-.
Il bromito di litio si ottiene nella reazione tra bromuro di litio e bromato di litio:
LiBr + 2 LiBrO3 → 3 LiBrO2.